# Obersteirische Rundschau
Die Obersteirische Rundschau wurde 2012 gegründet. Sie ist eine von politischen Parteien und Interessensvertretungen unabhängige steirische Regionalzeitung.

## Verbreitungsgebiet
Politische Bezirke Leoben und Bruck-Mürzzuschlag sowie die angrenzenden Regionen Frohnleiten und Birkfeld-Waldheimat.

## Erscheinungsweise/Auflage
Die „Obersteirische Rundschau“ erscheint 14-täglich in einer Auflage von 91.073 Stück.
Sie wird in ihrem Verbreitungsgebiet durch die Österreichische Post kostenfrei an „alle Haushalte“ zugestellt. Die Auflage wird von der ÖAK (Österreichische Auflagenkontrolle) geprüft.

## Inhalte
Die „Obersteirische Rundschau“ informiert über lokale und regionale Geschehnisse. Gesellschaftliche, wirtschaftliche, politische, kulturelle und sportliche Informationen sowie ein  Serviceteil stehen dabei im Vordergrund. Ein besonderes Anliegen ist es  dabei, die Stärken und die Leistungsfähigkeit der Region und vor allem der Menschen aufzuzeigen.

## Unternehmen
Das Unternehmen ist ein eigentümergeführter Verlag, alle Gesellschafter sind im Unternehmen tätig. Derzeit beschäftigt das Medienunternehmen 10 Mitarbeiter.